# Зедубани (Адигенский муниципалитет)
Зедубани (груз. ზედუბანი) — село в Грузии, на территории Адигенского муниципалитета края (мхаре) Самцхе-Джавахети.

## География
Село находится в южной части Грузии, к северу от реки Кваблиани, на расстоянии 6 километров (по прямой) к северо-западу от посёлка городского типа Адигени, административного центра муниципалитета. Абсолютная высота — 1585 метров над уровнем моря.

## Население
По результатам официальной переписи населения 2014 года, в Зедубани проживало 110 человек (57 мужчин и 53 женщины). В национальной структуре населения грузины составляли 99,1 %, абхазы — 0,9 % .
| Год  | Население, человек |
| ---- | ------------------ |
| 2002 | 116                |
| 2014 | ↘ 110              |